# King Long
 (février 2016).
Si vous disposez d'ouvrages ou d'articles de référence ou si vous connaissez des sites web de qualité traitant du thème abordé ici, merci de compléter l'article en donnant les références utiles à sa vérifiabilité et en les liant à la section « Notes et références ».
La société King Long United Automotive Industry Co. Ltd simplement appelée King Long (Jinlong en chinois, soit littéralement "Dragon doré") est un constructeur chinois de petits véhicules utilitaires, fourgons, d'autobus et d'autocars dont le siège social est situé à Xiamen dans la province de Fujian. C'est le principal constructeur chinois dans cette spécialité avec 40.000 VCL et 39.414 autobus et autocars dont 10.000 exportées en 2014.

## Histoire
La société très récente a été créée en décembre 1988, et ses actionnaires sont :
- Xiamen Automotive Industry Corporation à hauteur de 50 %,
- Xiamen Investment Co Ltd, société d'État : 25 %,
- San Yang Industry Co. Ltd., société Tawanaise : 25 %.

Le développement de l'entreprise a été fulgurant au point de commercialiser ses produits sous plusieurs marques : King Long, Golden Dragon et Higer.
King Long est un constructeur qui utilise ses propres châssis mais a recours à des ensembles mécaniques de spécialistes mondiaux comme MAN SE, ZF, Cummins, FPT-Iveco ou Hino Motors.
King Long fut le premier constructeur asiatique à vendre des autobus en Europe, à Malte, en 2003. Les exportations représentent environ 20 à 25 % de sa production.

## La gamme King Long

### Fourgons
- King Long Ambulance
- King Long Fourgon
- King Long Forest Fire Van
- King Long Jockey (van) (King Long Saima) (ressemble au Mercedes-Benz Sprinter)
- King Long Mini Van
- King Long Van pour la Police chinoise
- King Long Van pour la Poste chinoise

### Autobus & autocars
- King Long XML6118G
- King Long XMQ6101Y
- King Long XMQ6111Y
- King Long XMQ6116Y
- King Long XMQ6117Y
- King Long XMQ6120P
- King Long XMQ6122 - autobus 12 m
- King Long XMQ6126
- King Long XMQ6126Y (renommé Bus Deluxe dans la flotte Victory Liner aux Philippines)
- King Long XMQ6127 - autobus 12 m (renommé Super Deluxe Bus par GV Florida Transport aux Philippines)
- King Long XMQ6127Y - autobus 12 m

- King Long XMQ6128Y
- King Long XMQ6129P
- King Long XMQ6129P8

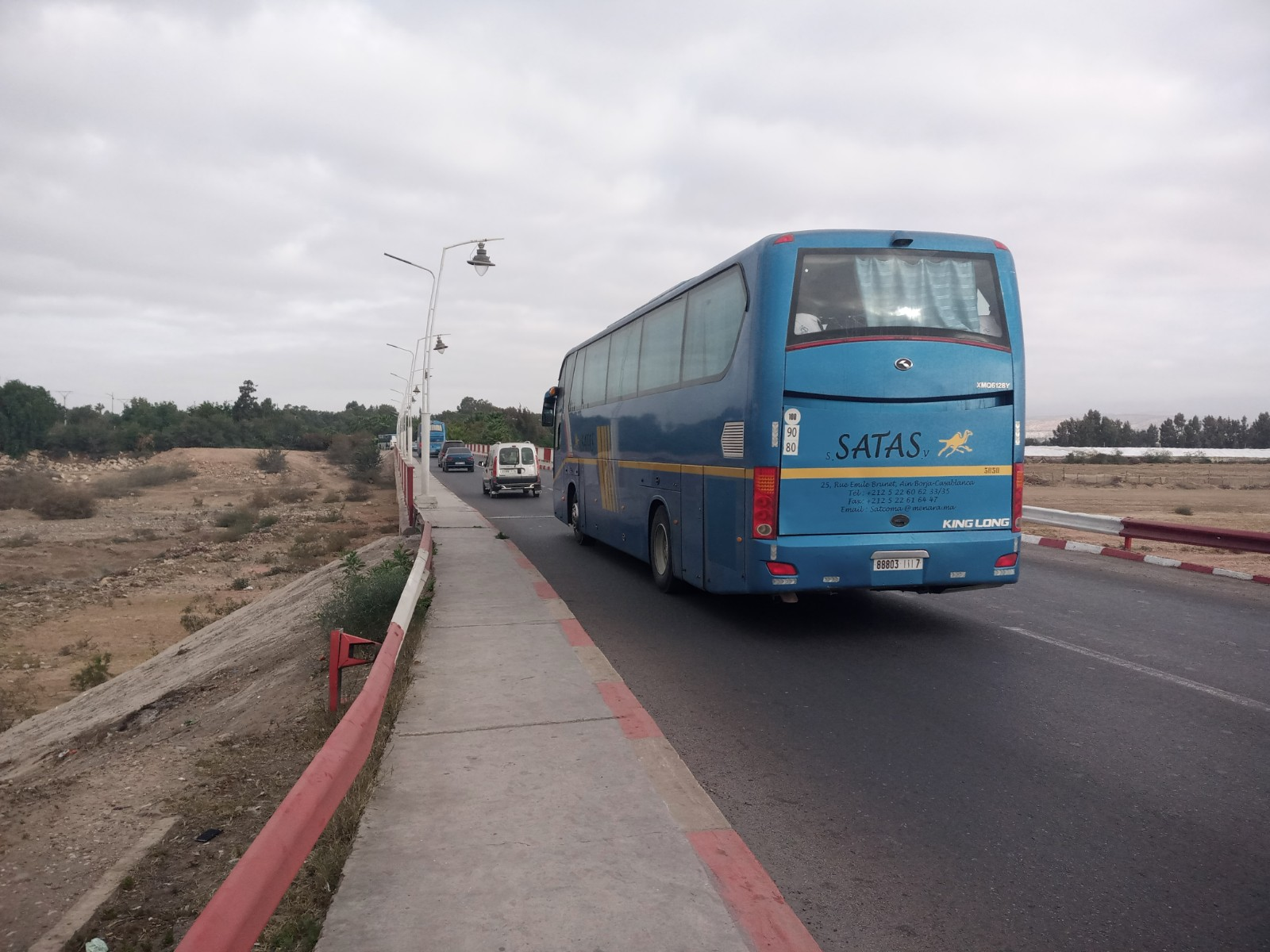
Bus King Long XMQ6128Y au Maroc.

- King Long XMQ6129Y - autobus 12 m
- King Long XMQ6129Y2 - autobus 12 m
- King Long XMQ6129Y5 - autobus 12 m
- King Long XMQ6130Y
- King Long XMQ6140P
- King Long XMQ6140Y
- King Long XMQ6140Y8
- King Long XMQ6606
- King Long XMQ6608
- King Long XMQ6660
- King Long XMQ6752
- King Long XMQ6798Y
- King Long XMQ6800Y
- King Long XMQ6802Y
- King Long XMQ6858Y
- King Long XMQ6859Y
- King Long XMQ6886Y
- King Long XMQ6895Y
- King Long XMQ6898Y
- King Long XMQ6900Y
- King Long XMQ6930K
- King Long XMQ6960Y
- King Long XMQ6996Y
- King Long XMQ6996K

### Bus scolaires
- King Long XMQ6100ASN
- King Long XMQ6660ASD
- King Long XMQ6660XC
- King Long XMQ6730ASD
- King Long XMQ6802ASD
- King Long XMQ6900BSD
- King Long XMQ6998ASD

### Autobus urbains
- King Long XMQ6105G
- King Long XMQ6106G
- King Long XMQ6106AGHEV1
- King XMQ6110GS long
- King XMQ6111GS long
- King Long XMQ6116G
- King Long XMQ6119G
- King Long XMQ6121G
- King Long XMQ6127AGBEV3
- King Long XMQ6127G
- King Long XMQ6127GH1
- King Long XMQ6127GH5
- King Long XMQ6127GHEV4
- King Long XMQ6127J
- King Long XMQ6140ABD
- King Long XMQ6141G
- King Long XMQ6180G
- King Long XMQ6180G1
- King Long XMQ6180GK
- King Long XMQ6181G
- King Long XMQ6770AGD3
- King Long XMQ6800G
- King Long XMQ6801G
- King Long XMQ6840G
- King Long XMQ6840G2
- King Long XMQ6841G
- King Long XMQ6850G
- King Long XMQ6891G
- King Long XMQ6891G1
- King Long XMQ6892G
- King Long XMQ6900G
- King Long XMQ6901G
- King Long XMQ6925G
- King Long XMQ6930G

### Minibus
- King Long XMQ6120

### Divers
- King Long Airport Bus 6139B
- King Long XMQ6886 - 9 m Midibus

## Siège social
Le siège social de la société est situé à Xiamen, via San Donato 190 et dispose d'une surface de 155 000 m2 dont 46 000 m2 couverts, où sont fabriqués et assemblés l'ensemble des véhicules de la marque.

## Production
L'usine de fabrication des autobus King Long a une surface totale de 200,000 mètres carrés où travaillent plus de 1.800 ouvriers et 400  ingénieurs et techniciens. L'organisation est très verticale puisque toutes les activités sont gérées en interne, de la conception des véhicules jusqu'au service après vente. Seuls les composants mécaniques, moteurs et boîtes de vitesses sont achetés à des fournisseurs sélectionnés.
King Long propose actuellement une gamme de 5 produits principaux sous divisés en 50 catégories qui couvrent pratiquement toutes les catégories d'autobus et autocars de 6 à 13 mètres de longueur. Par sa politique commerciale très agressive, le constructeur s'est offert une place enviable sur le marché mondial et avec un niveau qualitatif satisfaisant, il a su conquérir une certaine réputation dans le secteur fermé des autocars de grand tourisme et des autobus urbains.

## Diffusion
Grâce à une politique de prix très compétitifs et une forte agressivité commerciale, le constructeur chinois a supplanté beaucoup de concurrents. Pour élargir le champ de ses prospects, King Long a pris soin d'établir d'étroites collaborations techniques avec un grand nombre de fournisseurs de renommée internationale, parmi lesquels les sociétés allemandes MAN et ZF, les sociétés américaines Cummins, Dana et Neway, la société française Telma, les sociétés japonaises Nissan et Hino Motors et le groupe italien  IVECO.
King Long propose une gamme de 5 produits principaux, eux-mêmes divisés en plus de 50 catégories, couvrant pratiquement toutes les catégories d'autobus et d'autocars entre 6 et 13 mètres.
Actuellement, King Long dispose d'un réseau de distribution et de filiales couvrant quasiment tous les principaux pays du monde : Inde, Costa Rica, Bulgarie, Singapour, Italie, Arabie Saoudite, Irak, Chypre, Liban, Malte, États-Unis, Argentine, Algérie, Barbade, Hong Kong, Hongrie, Macao, Tunisie et Thaïlande. En Italie, King Long a créé une filiale financière spéciale dans l'espoir de prendre des participations dans des équipementiers, Tevere S.p.A. qui a tenté d'investir, en 2015, dans le nouveau constructeur d'autobus IIA S.p.A..
Seule l'Europe a pu résister, avec ses deux principaux constructeurs mondiaux, Mercedes Benz et IVECO.

## Galerie d'images

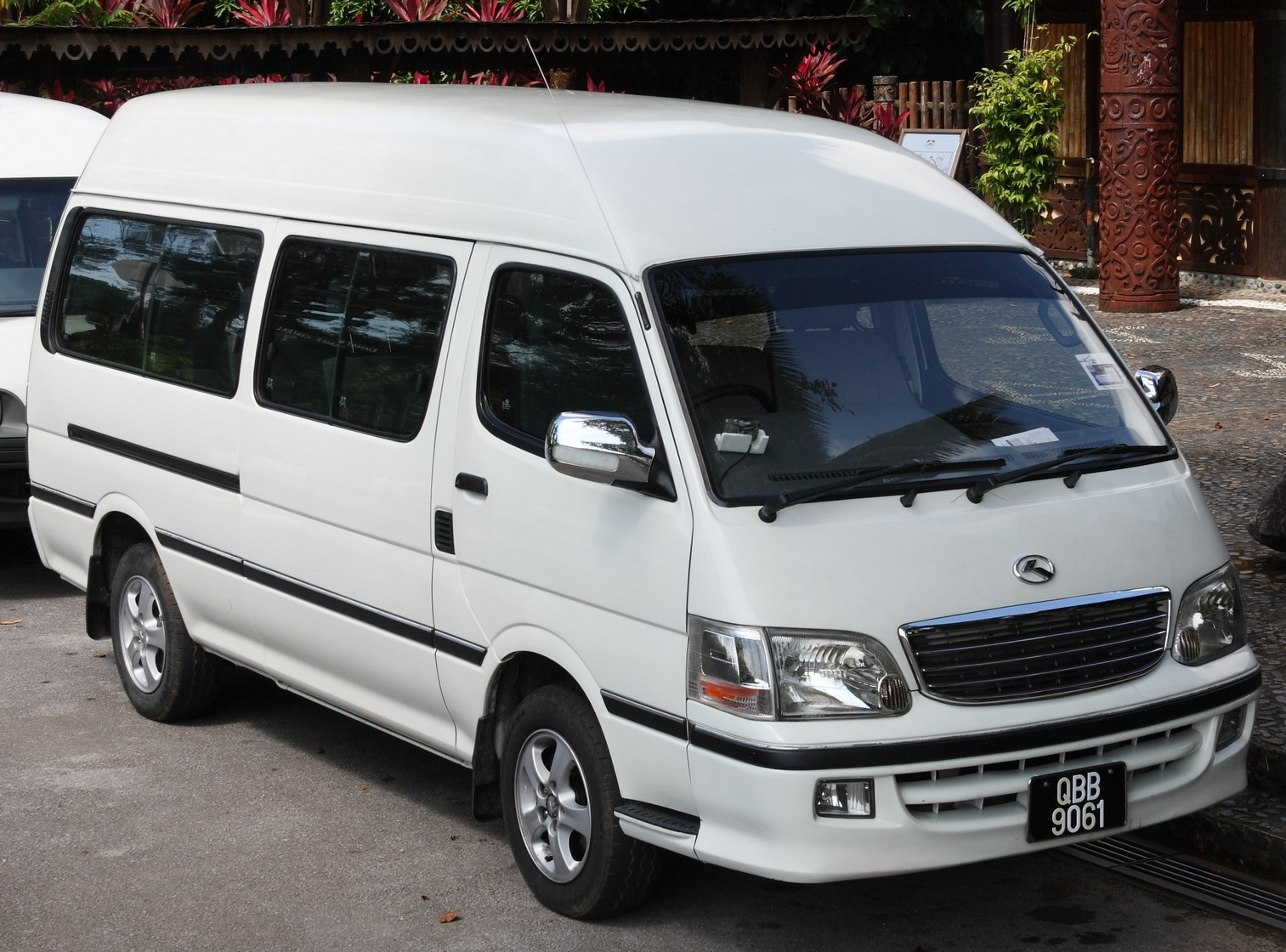
Fourgon King Long en Malaisie
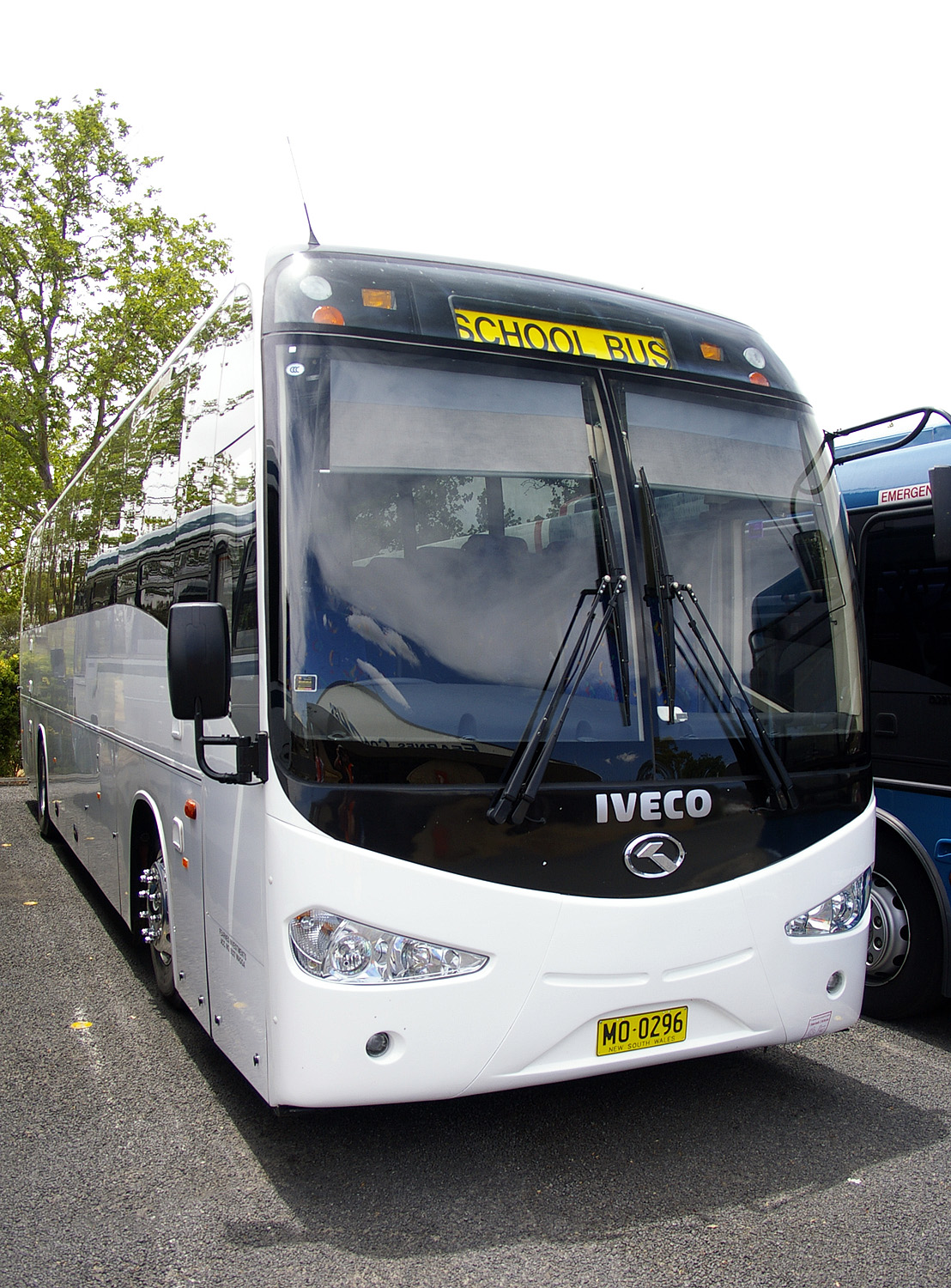
King Long 6126AU avec mécanique Iveco
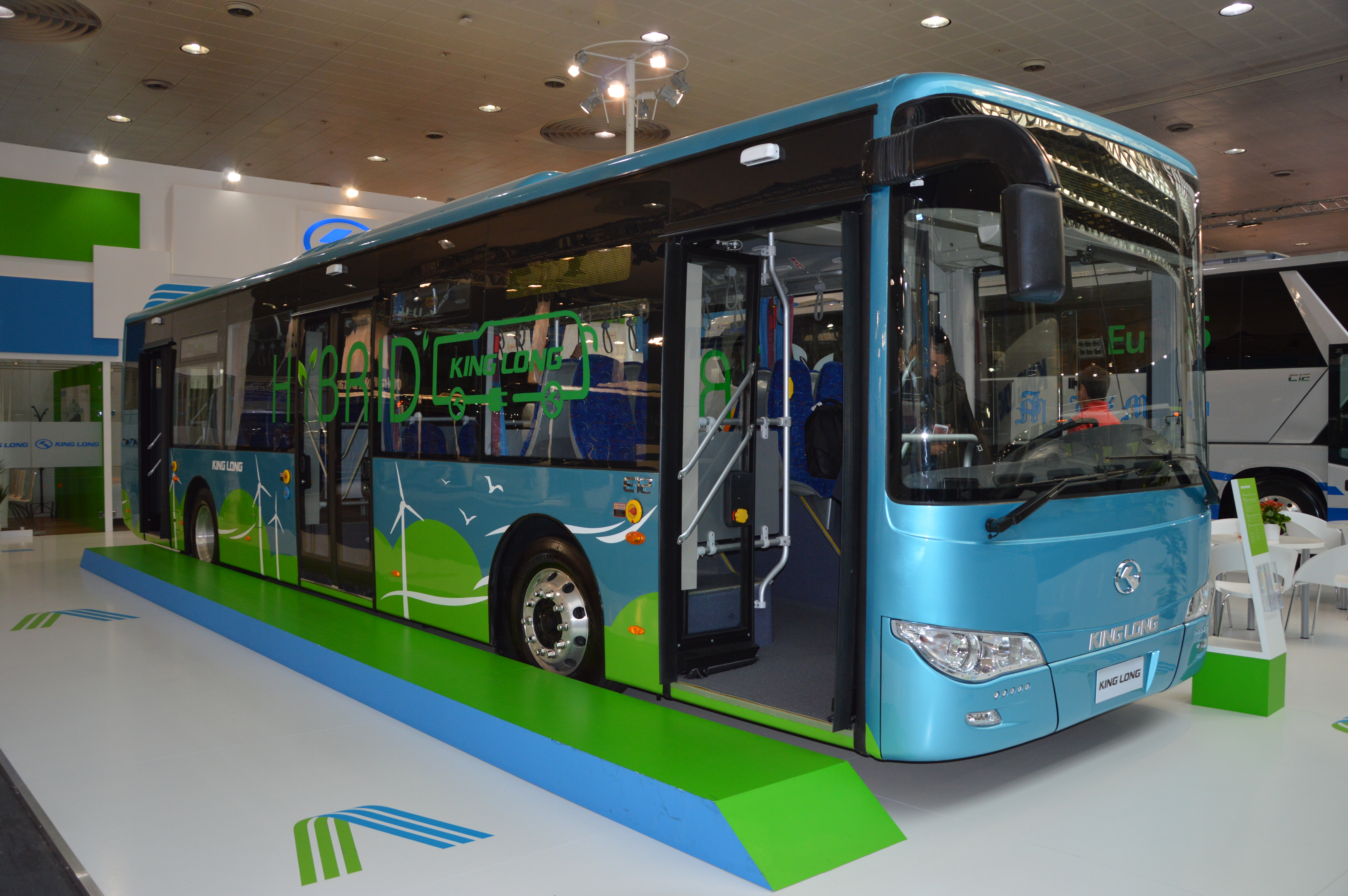
King Long Hybride au Salon de l'automobile de Francfort 2014
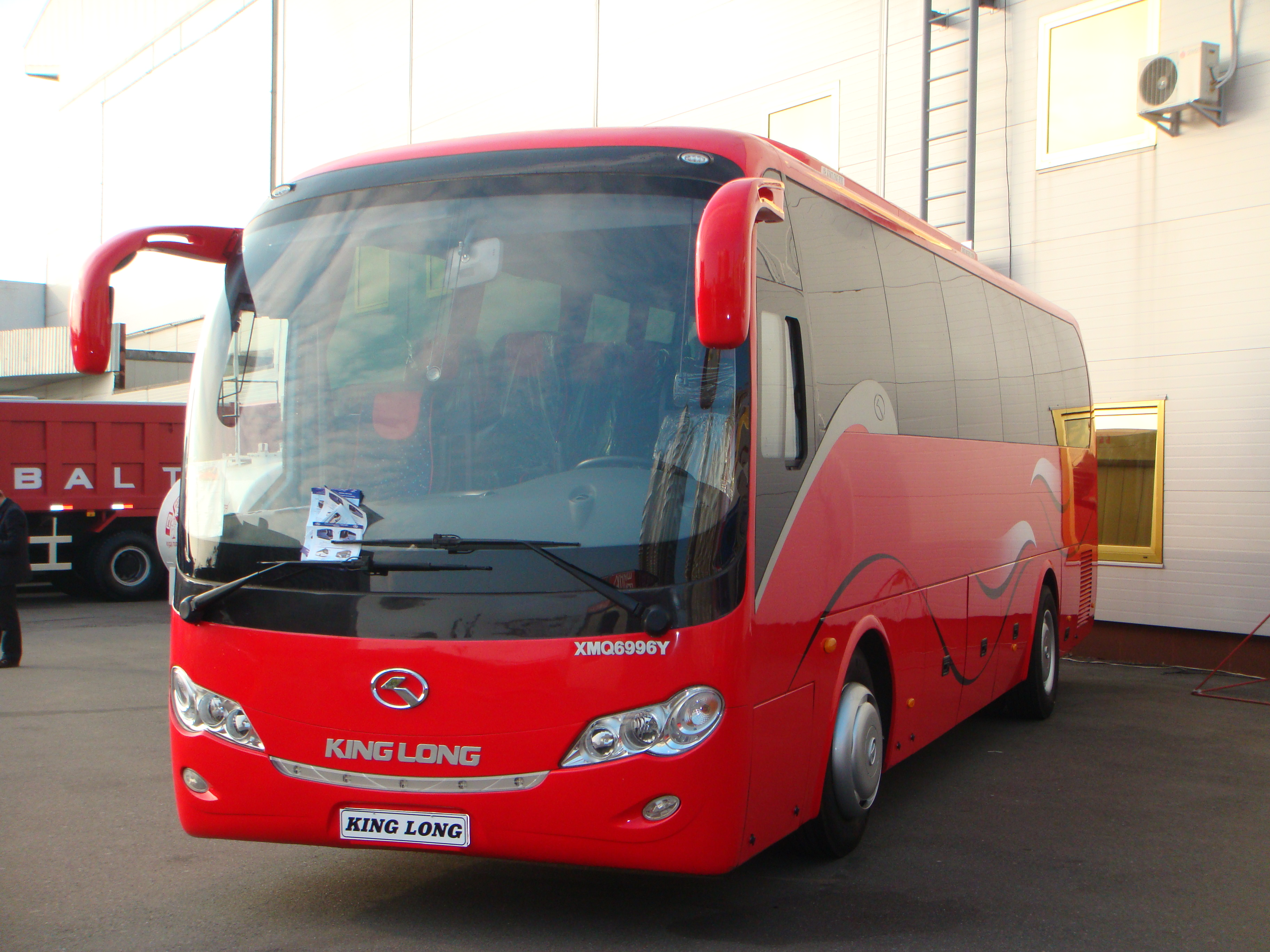
King Long XMQ6996Y
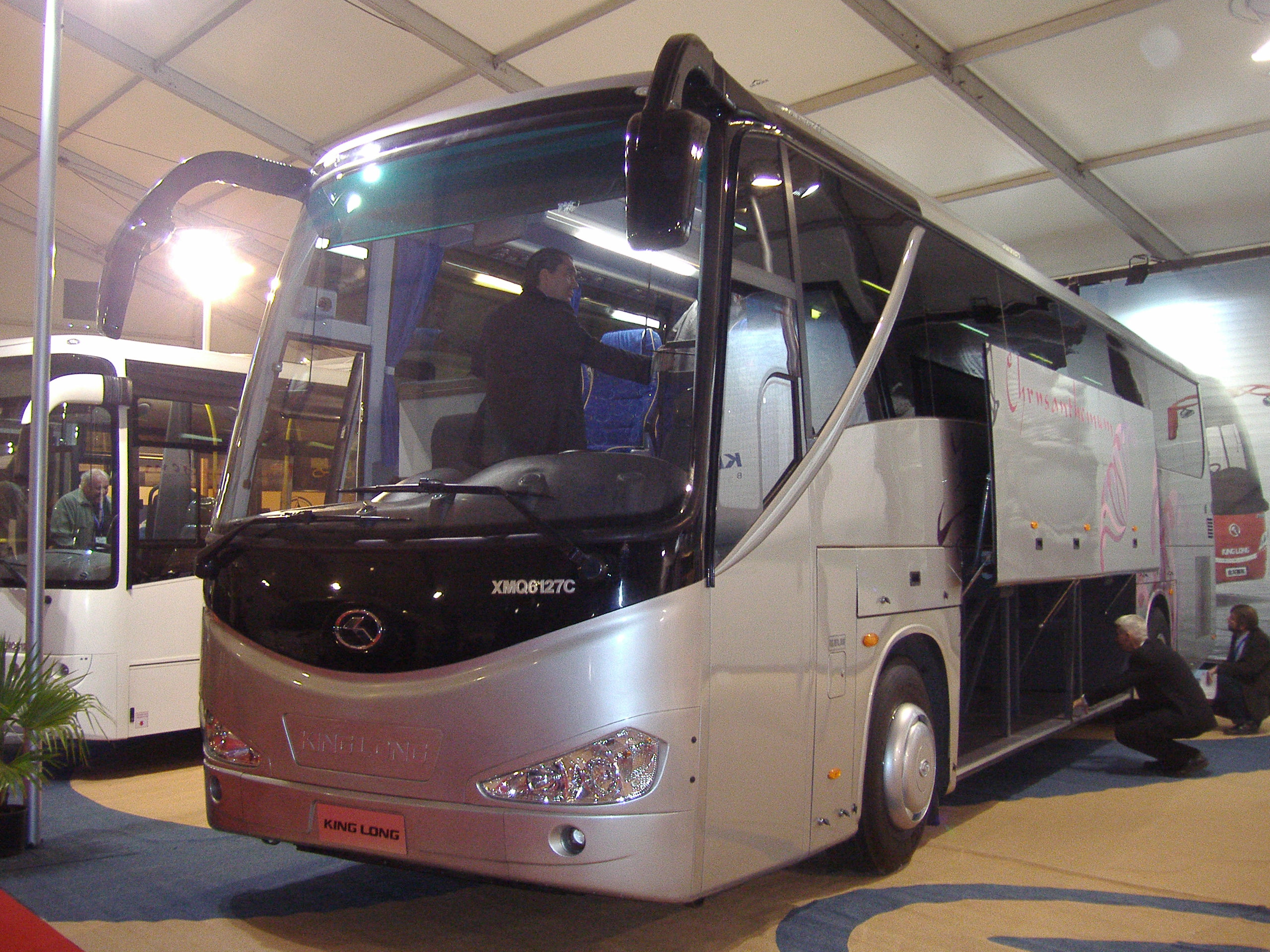
King Long XMQ6127C
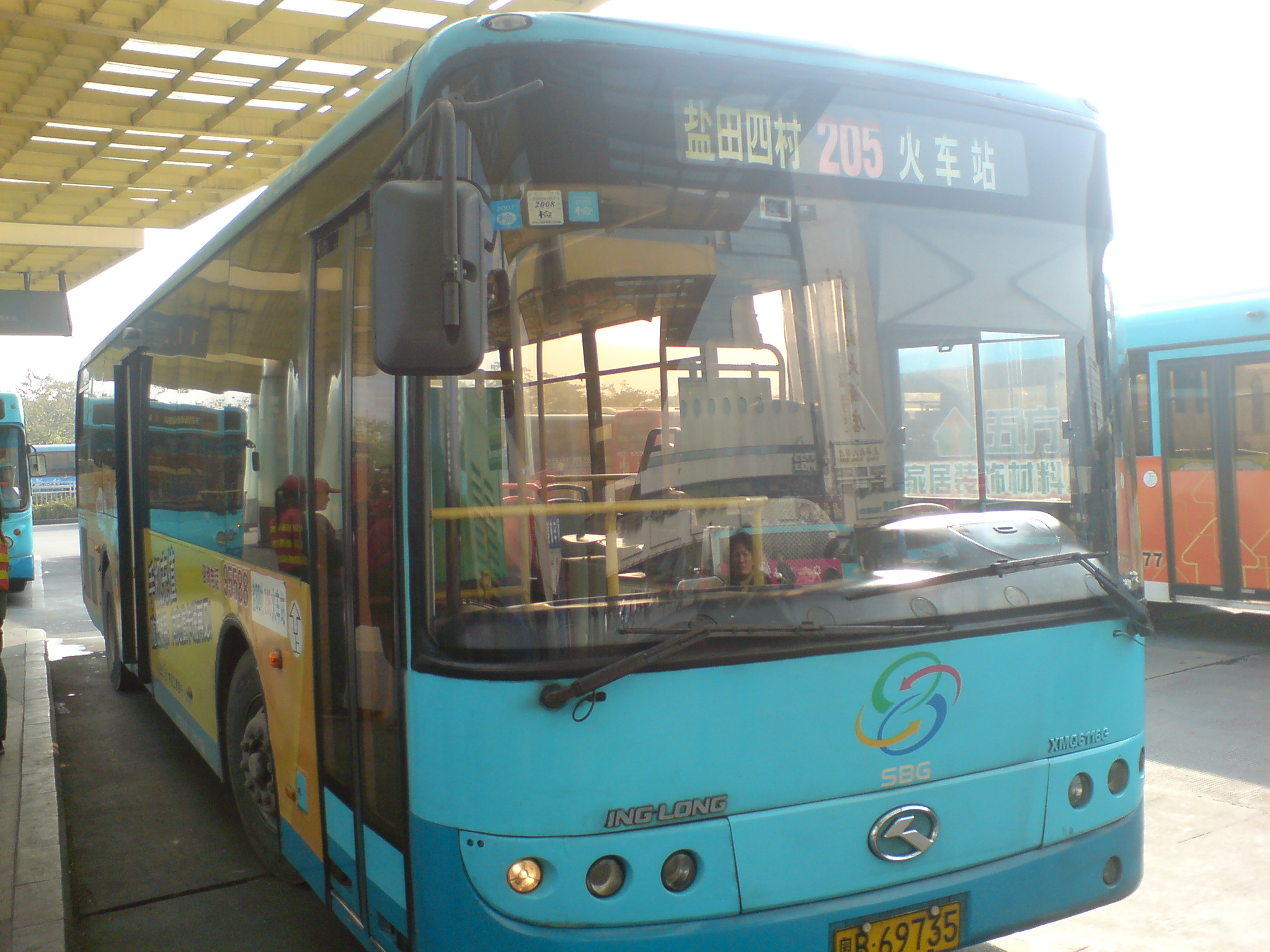
Autobus urbain à Shenzhen